# کژنوک سیاه
کژنوک سیاه (نام علمی: Drepanis funerea) نام یک گونه منقرض‌شده از سرده کژنوک است.